# Le Fils de d'Artagnan
Pour plus de détails, voir Fiche technique et Distribution.
Le Fils de d'Artagnan (Il figlio di d'Artagnan) est un film italien réalisé par Riccardo Freda, sorti en 1950.

## Fiche technique
- Titre : Le Fils de d'Artagnan
- Titre original : Il figlio di d'Artagnan
- Réalisation : Riccardo Freda
- Scénario : Riccardo Freda
- Production : Raffaele Colamonici et Umberto Montesi
- Musique : Carlo Jachino
- Photographie : Sergio Pesce
- Montage : Renato Cinquini
- Décors : Alberto Boccianti
- Costumes : Maria De Matteis
- Pays de production :  Italie
- Format : Noir et blanc - Mono
- Genre : Comédie, historique
- Durée : 86 minutes
- Dates de sortie :
  - Italie : 8 mars 1950
  - France : 16 juin 1951

## Distribution
- Carlo Ninchi : Le maréchal D'Artagnan
- Gianna Maria Canale : Linda
- Franca Marzi : La comtesse
- Peter Trent : Le duc de Malvoisin
- Paolo Stoppa : Paolo
- Piero Palermini : Raoul d'Artagnan
- Enzo Fiermonte : Le vicomte de Langlass
- Nerio Bernardi
- Ugo Sasso
- Pietro Tordi
- Luigi Garrone
- Miranda Campa
- Furio Meniconi